# Aurélius Zoticus
Aurélius Zoticus (en grec ancien : Αύρήλιος Ζωτικός / Áurélios Zotikós), dit « le Cuisinier » (Μάγειρος / Mageiros), est un esclave smyrniote. Connu par le biais de Dion Cassius, ce lutteur est brièvement le cubiculaire et l'amant de l'empereur romain Héliogabale, à une période indéterminée entre 219 et 221. Ne pouvant satisfaire sexuellement Héliogabale, Zoticus est renvoyé sur le champ de Rome puis d'Italie, évitant d'être tué par les révoltés contre l'empereur.
À l'époque contemporaine, une inscription datée du règne de Sévère Alexandre est trouvée à Rome : elle pourrait suggérer que le bannissement de Zoticus avait été levé et qu'il est devenu nomenclator a censibus dans les années 220 et 230. Une mosaïque du IIIe siècle représente un athlète dénommé Magira, surnom à l'origine incertaine, mais qui pourrait être identifié à Zoticus. Une inscription est dédiée à Gordien III par un dénommé Aur. Zoticus. Au cas où il s'agit du même homme, l'ancien lutteur serait devenu un responsable important d’une association sportive ou des bains publics dans les années 240.

## Biographie

### Cubiculaire impérial
Dion Cassius, l'unique source antique parlant de lui, écrit que Zoticus est le fils d'un cuisinier smyrnien, d'où son surnom de « Cuisinier » (en grec ancien : Μάγειρος / Mageiros). Il est choisi par l'empereur comme cubiculaire parce qu'il avait un énorme sexe. Mais, ayant été conduit dans la chambre de l'empereur, il ne put le satisfaire. Craignant de perdre sa place, Hiéroclès avait fait porter un breuvage à Zoticus pour le rendre impuissant durant sa première nuit avec Héliogabale. Il le chasse de Rome puis d'Italie, ce qui permet à Zoticus d'échapper à la révolte populaire contre l'empereur, en mars 222. La fantaisiste Histoire Auguste affirme que Zoticus est très puissant sous Héliogabale, abusant des faveurs impériales et va jusqu'à le prendre comme femme.
Lors de la grande cérémonie où Zoticus est fait cubiculaire, Dion raconte l'anecdote suivante : « le prince s'élança d'un pas cadencé, et lorsque Zoticus lui eut, comme il le devait, adressé ces mots : ‘Empereur, mon maître (κύριος / kýrios), salut !’, il lui répondit sans la moindre hésitation, en penchant à ravir la tête comme une femme et en clignant des yeux : ‘Ne m'appelle pas ton maître ; je suis ta maîtresse (κυρία / kyrίa).’ »

### Vie postérieure
En 2008, Martijns Icks indique qu'une inscription datant du règne de Sévère Alexandre (r. 222-235) mentionne un certain Zoticus comme nomenclator a censibus. Aucune conclusion définitive ne peut être apportée pour identifier les deux personnes avec certitude, mais cela pourrait suggérer un retour en grâce de Zoticus, durant le règne du successeur de son ancien amant.
Maria Letizia Caldelli, universitaire à La Sapienza, indique qu'une mosaïque romaine, découverte en 1990, porte les noms de plusieurs athlètes célèbres, que la recherche a essayé d'identifier à ceux connus par d'autres sources. Le nom de Magira est inconnu et d'origine incertaine, mais Caldelli pense qu'il pourrait s'agir d'une (volontaire ?) altération du surnom grec de Zoticus, pour se moquer de sa relation avec Héliogabale. On connaît aussi une inscription, dédiée à l’empereur Gordien III (r. 238-244) par un dénommé Aur. Zoticus. Le patronyme Zoticus se retrouve dans trois autres documents funéraires contemporains, mais on ne peut pas certifier qu'il s'agisse chaque fois du même homme. Caldelli construit l'hypothèse selon laquelle Aurélius Zoticus est d'abord un grand athlète dans le premier quart du IIIe siècle, avant d'être renvoyé de Rome à la suite de sa rupture avec Héliogabale. Il pourrait être revenu par la suite et aurait poursuivi sa carrière comme responsable d’une association sportive ou des bains publics.